# Cibeber (Kiarapedes)
Cibeber is een bestuurslaag in het regentschap Purwakarta van de provincie West-Java, Indonesië. Cibeber telt 1945 inwoners (volkstelling 2010).